# Павленко Дмитро Петрович
Дмитро́ Петро́вич Павле́нко (3 березня 1984 — 19 травня 2016) — сержант Збройних сил України, учасник російсько-української війни.

## Життєпис
Народився 1984 року в селі Пугачівка (Рокитнянський район), проживав у місті Біла Церква, з 1995 по 1999 рік навчався в білоцерківській ЗОШ № 22, по тому закінчив ВПТУ № 9, працював на шинному заводі «Росава». Пройшов строкову службу в лавах ЗСУ.
25 квітня 2014 року призваний за мобілізацією; сержант, головний сержант 4-ї зенітно-ракетної батареї, 2-й зенітно-ракетний дивізіон 1129-го окремого зенітно-ракетного полку. Після року служби підписав контракт; проходив службу в селі Біла Гора (Костянтинівський район). Піклувався про своїх підлеглих, передавав їм досвід.
19 травня 2016 року перевіряли облік зброї та боєприпасів в польовій кімнаті зберігання зброї, після підняття ящика з гранатами вибухнув ящик, Дмитро Павленко загинув, ще троє військовиків зазнали поранень.
22 травня 2016 року похований у в селі Пугачівка (Рокитнянський район).
Без Дмитра лишилися батьки, брат, дружина й син.

## Нагороди та вшанування
- указом Президента України № 58/2017 від 10 березня 2017 року «за особисту мужність і високий професіоналізм, виявлені у захисті державного суверенітету та територіальної цілісності України, вірність військовій присязі» — нагороджений орденом «За мужність» III ступеня (посмертно)[1]
- в серпні 2016 року Дмитру Павленку присвоєно звання Почесного громадянина Білої Церкви.
- 3 березня 2017-го на фасаді білоцерківської ЗОШ № 22 відкрито та освячено меморіальну дошку.